# Herman Pop
Herman Pop (Rijnsaterwoude, 27 juni 1910 – Dinteloord en Prinsenland, 5 november 1973) was een Nederlands politicus van de CHU.
Hij werd geboren als zoon van de predikant J.J.H. Pop. Na in Gorinchem het gymnasium te hebben gedaan studeerde hij rechten aan de Rijksuniversiteit Utrecht waar hij in 1936 is afgestudeerd. Daarna begon hij bij de gemeentesecretarie van Woubrugge als volontair en eindigde als waarnemend gemeentesecretaris. In juni 1946 werd Pop benoemd tot burgemeester van de Noord-Brabantse gemeente Dinteloord en Prinsenland. Daarnaast was hij vanaf 1968 enige tijd waarnemend burgemeester van Willemstad. Tijdens zijn burgemeesterschap overleed hij eind 1973 op 63-jarige leeftijd aan een hartaanval.